# Albrecht Morath

Alfred Morath

Albrecht Morath (* 15. Januar 1880 in Berlin; † 21. September 1942 in St. Wolfgang) war ein deutscher Staatsbeamter und Politiker (DVP).

## Leben und Tätigkeit
In seiner Jugend besuchte Morath von 1886 bis 1892 die Gemeindeschule in Berlin, dann als Freischüler von 1892 bis 1896 die Städtische 4. Realschule. Anschließend trat er in den Postdienst ein, in dem er es bis zum Oberpostinspektor in Berlin-Karlshorst bzw. um Postdirektor in Berlin-Zehlendorf brachte.
1904 wurde Morath Vorstandsmitglied des Jungliberalen Vereins und des Nationalliberalen Hauptvereins in Berlin. Im folgenden Jahr wurde er in den gesamtvorstand des Evangelischen Bundes zur Wahrung der deutschprotestantischen Interessen aufgenommen. Seit 1911 hatte er außerdem die Funktion des Schriftführers des Beamtenausschusses der Nationalliberalen Partei inne.
Von September 1914 bis 1918 nahm Morath als Kriegsfreiwillige am Ersten Weltkrieg teil, in dem er im Feldpostdienst als Führer der Feldpostexpedition bei einer Kavallerie-Schützendivision verwendet wurde.
Nach dem Krieg verdiente er seinen Lebensunterhalt als Oberpostinspektor. Politisch schloss Morath sich 1919 oder 1920 der Deutschen Volkspartei (DVP) an. Für diese gehörte er von 1920 bis 1933 dem Reichstag der Weimarer Republik sieben Legislaturperioden lang als Abgeordneter an: Erstmals gewählt wurde er anlässlich der Reichstagswahl von 1920, anschließend wurde sein Mandat bei den beiden Wahlen von 1924, bei der Wahl von 1928, der Wahl von 1930 und den beiden Wahlen von 1932 bestätigt, bevor er schließlich anlässlich der Reichstagswahl vom März 1933 aus dem Parlament ausschied. 
Kurz vor seinem Ausscheiden aus dem Reichstag wurde Morath am 14. Februar 1933 bei einer Sitzung des Ausschusses des Reichstags zur Wahrung der Rechte der Volksvertretung von nationalsozialistischen Abgeordneten tätlich angegriffen und unter Schlägen gegen Kopf und Rücken unter Beschimpfungen als "Marxist" aus dem Sitzungssaal gedrängt, als die meisten nicht-nationalsozialistischen Abgeordneten diesen nach schweren Störungen der Sitzung durch die NSDAP-Abgeordneten, die dem Ausschuss angehörten, verließen.
Innerhalb seiner Partei zählte Morath zum linken Flügel, unterhielt aber auch Kontakte zu Industriellen wie Hugo Stinnes.
Neben seiner politischen Tätigkeit war Morath Mitarbeiter verschiedener Korrespondenzen, Fach- und Tageszeitungen, wobei er hauptsächlich zu Bevölkerungspolitik und Beamtenfragen schrieb.
Nach 1933 war Morath als Postrat im Reichspostzentralamt tätig.

## Schriften
- Nachrevolutionäre Beamtenpolitik, 1922.
- Landnahme, 1923.
- Reichsbesoldungsgesetz[besoldungsgesetz] vom 16. Dezember 1927, 1928.